# Michael Silagi
Michael Silagi (* 1948; † 2013) war ein deutscher Völkerrechtler.

## Leben
Er promovierte in München 1973 zum Dr. phil. und 1977 zum Dr. jur. und legte dort 1978 die zweite juristische Staatsprüfung ab. Seit 1979 war er wissenschaftlicher Mitarbeiter am juristischen Fachbereich der Universität Göttingen. Nach der Habilitation 1996 in Göttingen war er dort außerplanmäßiger Professor.

## Schriften (Auswahl)
- Henry George und Europa. Zur Entstehungsgeschichte der europäischen Bodenreformbewegungen. München: Etana, 1973, OCLC 4669300.  (Zugleich: München, Univ., Diss.).
  - Henry George and Europe. The far-reaching impact and effect of the ideas of the American social philosopher. New York 2000, ISBN 0-911312-91-9.
- Von Deutsch-Südwest zu Namibia. Wesen und Wandlungen des völkerrechtlichen Mandats. Ebelsbach 1977, ISBN 3-88212-002-9.
- Staatsuntergang und Staatennachfolge. Mit besonderer Berücksichtigung des Endes der DDR. Frankfurt am Main 1996, ISBN 3-631-49575-7.
- Vertreibung und Staatsangehörigkeit. Bonn 1999, ISBN 3-88557-191-9.

| Personendaten    | Personendaten            |
| ---------------- | ------------------------ |
| NAME             | Silagi, Michael          |
| KURZBESCHREIBUNG | deutscher Völkerrechtler |
| GEBURTSDATUM     | 1948                     |
| STERBEDATUM      | 2013                     |